# Alexander Douglas-Hamilton, 16. Duke of Hamilton

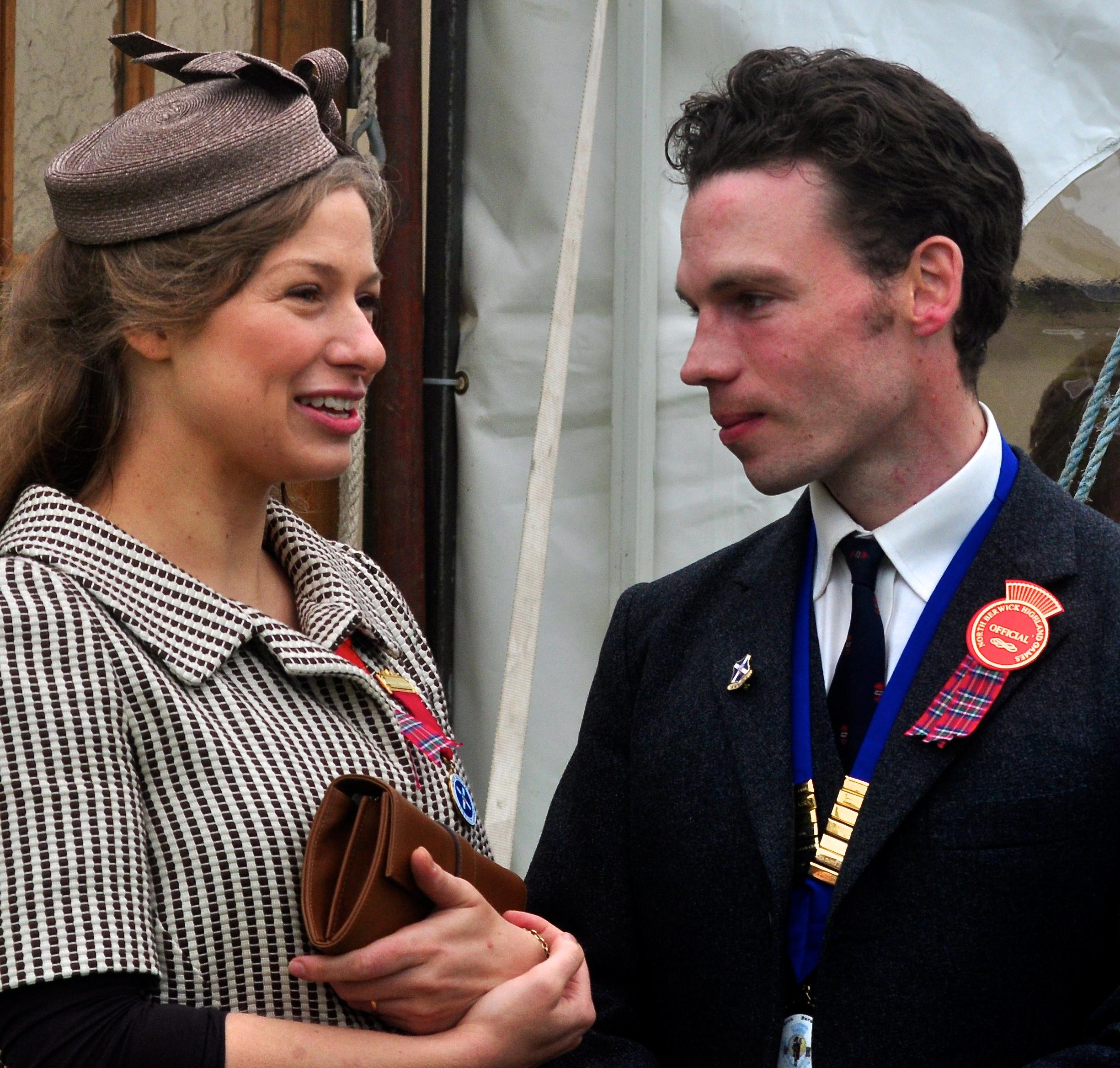
Alexander Douglas-Hamilton, 16. Duke of Hamilton und seine Gattin Sophie, Duchess of Hamilton, 2012

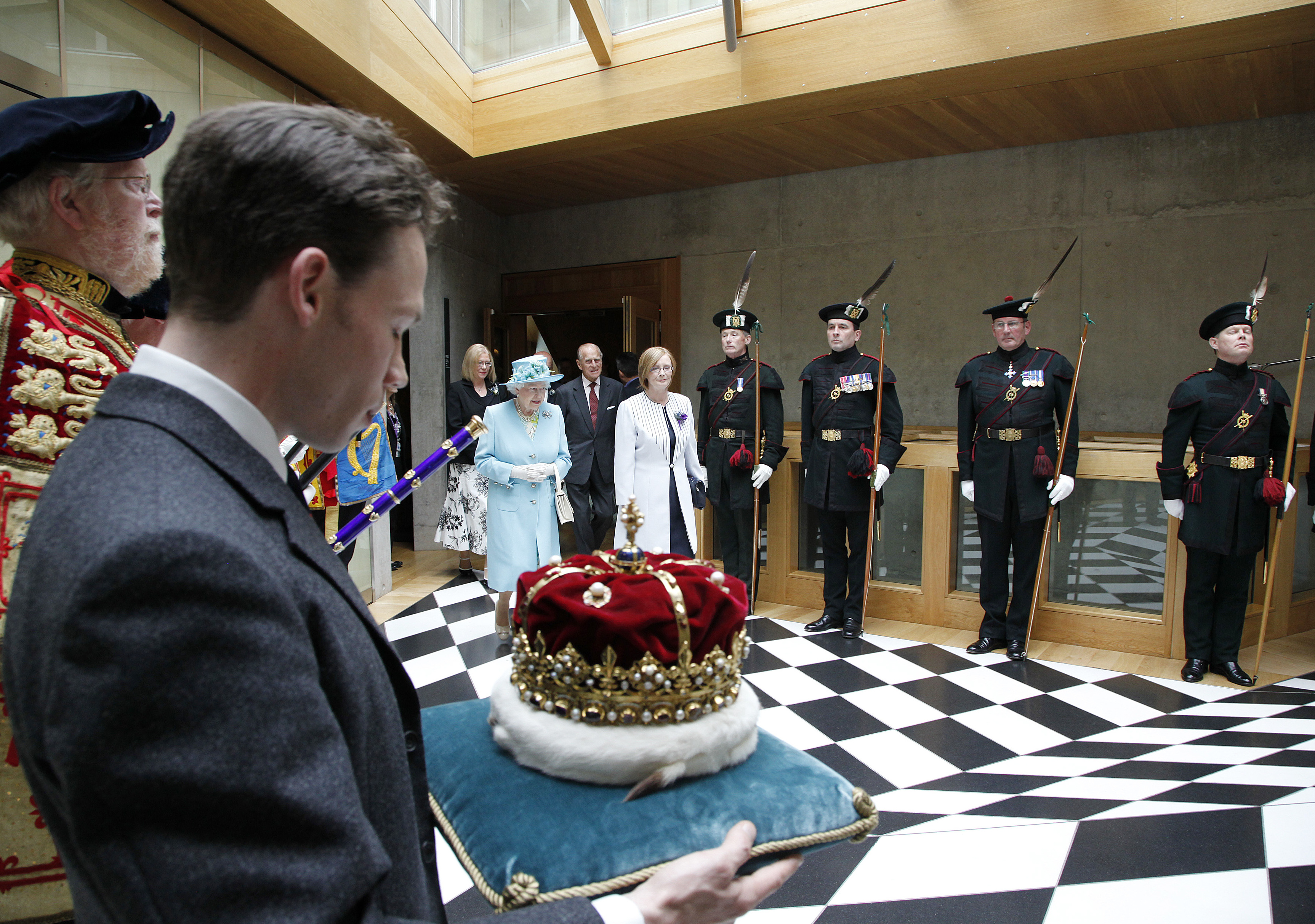
Alexander Douglas-Hamilton, 16. Duke of Hamilton, trägt die schottische Königskrone bei der Parlamentseröffnung 2011 Königin Elisabeth II. voraus.

Alexander Douglas Douglas-Hamilton, 16. Duke of Hamilton (* 31. März 1978) ist ein britischer Adliger und Premier Peer of Scotland.

## Leben
Alexander Douglas-Hamilton ist der ältere Sohn von Angus Douglas-Hamilton, 15. Duke of Hamilton, und dessen erster Frau, Sarah Scott. Als Heir apparent seines Vaters führte er zu dessen Lebzeiten den Höflichkeitstitel Marquess of Douglas and Clydesdale. Seine Ausbildung erhielt er an den Privatschulen Keil School in Dumbarton und Gordonstoun School bei Elgin.
Beim Tod seines Vaters erbte er 2010 dessen Adelstitel als 16. Duke of Hamilton und 13. Duke of Brandon sowie die nachgeordneten Titel 13. Marquess of Douglas, 16. Marquess of Clydesdale, 23. Earl of Angus, 15. Earl of Lanark, 16. Earl of Arran and Cambridge, 13. Lord Abernerthy and Jedburgh Forest, 15. Lord Machanshire and Polmont, 16. Lord Aven and Innerdale und 13. Baron Dutton. Mit seinen Titeln ist auch die erbliche Würde des Hüters (Keeper) der königlichen Residenz Holyrood Palace, sowie traditionell das Privileg verbunden, bei der Eröffnung des Schottischen Parlaments zu Beginn jeder Legislaturperiode die schottische Königskrone dem Monarchen vorauszutragen.
Sein Familiensitz ist Lennoxlove House bei Haddington in East Lothian.
Er ist seit 2011 mit Sophie Ann Rutherford (* 1976) verheiratet, mit der er drei Söhne hat:
- Douglas Charles Douglas-Hamilton, Marquess of Douglas and Clydesdale (* 2012);
- Lord William Frederick Douglas-Hamilton (* 2014);
- Lord Basil George Douglas-Hamilton (* 2016).

Der älteste Sohn, Douglas Charles Douglas-Hamilton, Marquess of Douglas and Clydesdale ist sein Titelerbe (Heir apparent).